# Dusona chabarowski
Dusona chabarowski  (лат.) — вид мелких наездников—ихневмонид (Ichneumonidae) рода Dusona из подсемейства Campopleginae.

## Распространение
Встречается на Дальнем Востоке в России (Хабаровский край, Приморский край) и в Корее.

## Описание
Длина тела от 9 до 13 мм. Жгутик усика состоит из 46—55 члеников. Задние ноги чёрные. Клипеус слабо выпуклый. Внутренние края глаз несут орнамент в виде глубокого выреза напротив основания усиков. Зеркальцо переднего крыла большое и от его середины отходит 2-я возвратная жилка. Дыхальце проподеума удлинённое. Брюшные сегменты сжатые с боков, красновато-чёрные. Поперечное сечение первого брюшного сегмента трапециевидное или квадратное. Нижнечелюстные щупики 5-члениковые, нижнегубные щупики состоят из 4 сегментов. Предположительно, паразитируют на гусеницах бабочек, обитающих, как правило, на кустарниках и деревьях.
Вид был впервые описан в 2004 году немецкими энтомологами Рольфом Хинцем и Клаусом Хорстманном (Hinz Rolf, Мюнхен; Horstmann K.; Вюрцбург, Германия) и ревизован в 2014 году корейскими гименоптерологами Дж.-К. Хои и Ж.-В. Ли (Jin-Kyung Choi, Jong-Wook Lee; Department of Life Sciences, Yeungnam University, Gyeongsan, Южная Корея), включён в состав рода Dusona (триба Limneriini).